# Гермашев, Михаил Маркианович
Михаил Маркианович Гермашев (Бубело) (13 августа 1867, Волчанск, Харьковская губерния―1930, Париж) ― русский художник-пейзажист, иллюстратор детских книг.

## Биография
Родился в семье малороссийского чиновника. Учился (1892―1899) в Московском училище живописи, ваяния и зодчества у А. Е. Архипова, В. А. Серова, И. И. Левитана. Участвовал в ученических выставках. С 1890-х гг. член группы московских художников «Среда», на выставке которой в 1911 году экспонировал несколько работ. С 1894 года участвовал в выставках Академии художеств, Московского товарищества художников, Товарищества передвижных художественных выставок.
Картина «Снег выпал» получила в 1897 году первую премию Московского общества любителей художеств, её купил для своей галереи П. М. Третьяков.
Жил в Москве. Совершал поездки по России, Западной Европе. В первые годы советской власти участвовал в ряде художественных выставок. В 1920-х гг. поселился в Париже, где писал по контракту русские пейзажи, пользующиеся популярностью у французской публики. Его картины охотно покупали. Выставлялся в Салоне Национального общества изящных искусств, в галерее Л. Жерара и др.

## Творчество

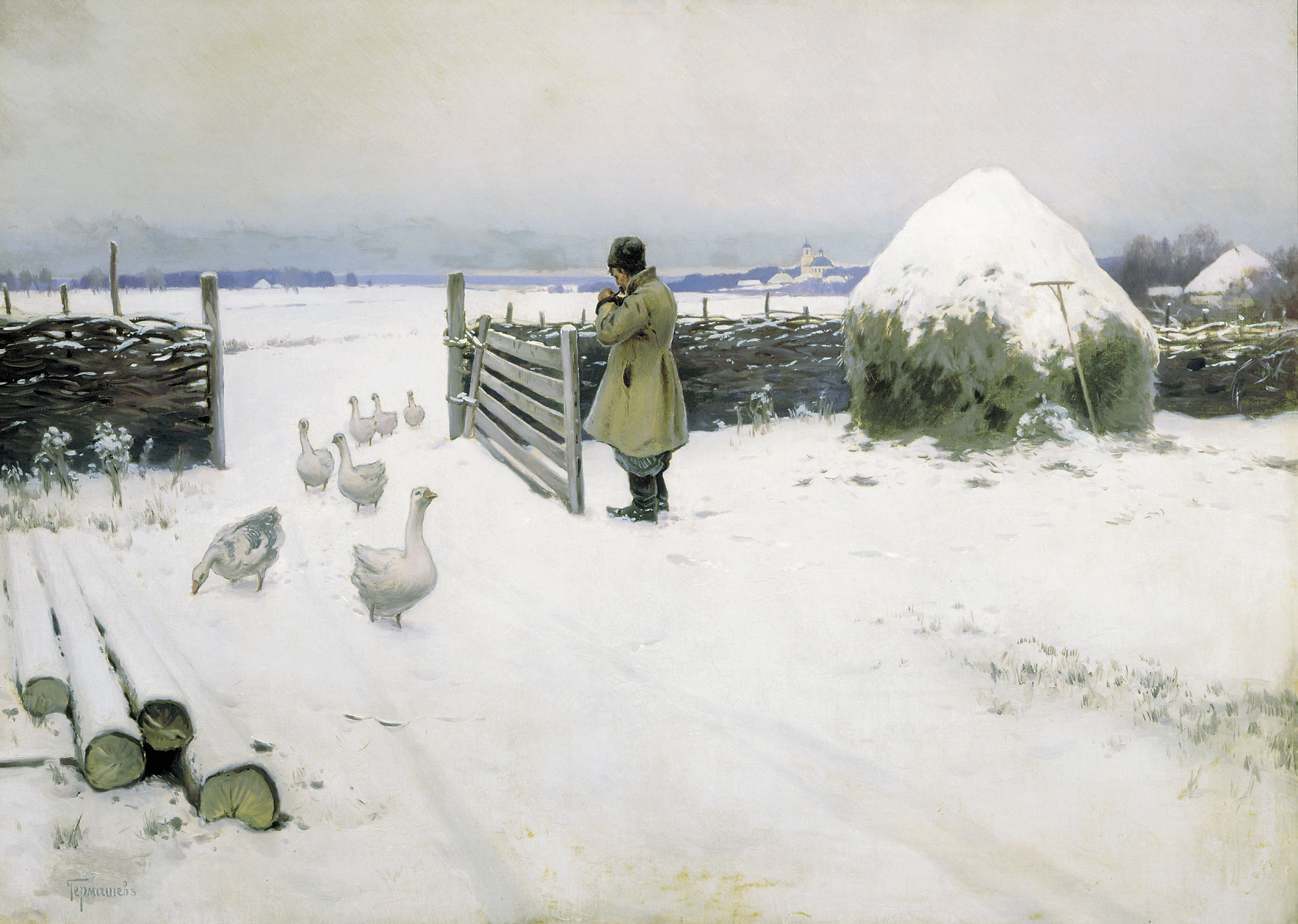
М. Гермашев. Снег выпал

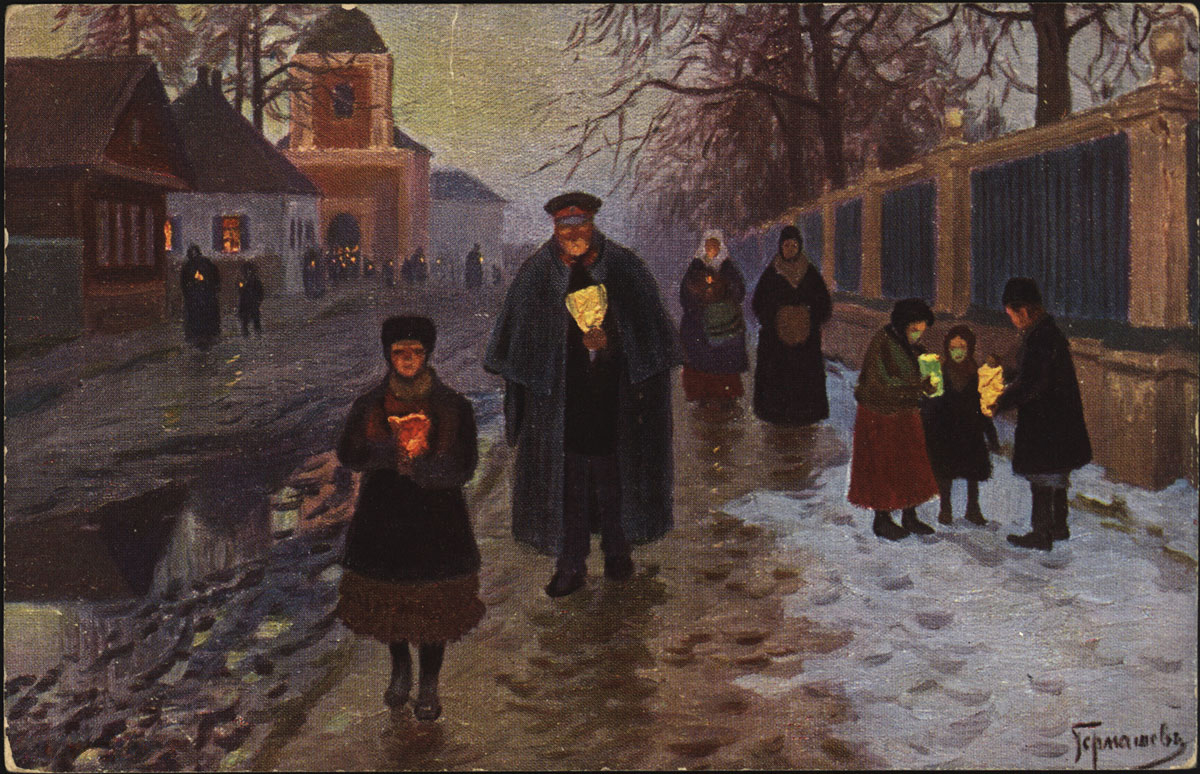
М.Гермашев. После заутрени

Любимыми темами картин М. Гермашева были зимние и весенние пейзажи средней полосы России. Кроме знаменитой картины «Снег выпал», в этом плане наиболее удачными, пожалуй, можно считать полотна «Незамерзшая речка» (1898), «Серый день» (1894), «Дождливый день» (1902), «К весне» (1912),  «Со звездой» (1916).
К 1890-м годам М. Гермашев выработал ряд художественных приёмов, неизменно помогающих создавать ему лирические картины, нравящиеся почти любому зрителю.
Работы по-человечески интересны не только творческим наполнением, но и как художественный документ того времени. Репродукции картин печатались в популярных журналах «Нива», «Живое слово», «Огонёк». Была выпущена серия открыток с картинами Гермашева.
Картины Гермашева находятся в собраниях ряда российских музеев (Музее Москвы, Третьяковской галерее, Русском музее, Самарском областном художественном музее, Краснодарском краевом художественном музее имени Ф. А. Коваленко и др.) и в частных коллекциях. Иногда появляются на аукционах.